# Тарханов, Леонид Александрович
Леони́д Алекса́ндрович Тарха́нов (1899—1955) — начальник Воркутлага, полковник административной службы. Впоследствии — Начальник Управления строительства военно-морской базы в Порккала-Удд.

## Биография
Родился в 1899 году в селе Великие Бубны Роменского района Полтавской области. По национальности еврей. С 1921 года в органах ВЧК. С 1922 года член ВКП(б)..
- до 29.04.1937	начальник ХОЗО АХУ НКВД, 29.04.1937 зачислен в действующий состав[1]
- 16.06.1938—17.03.1943 начальник Воркуто-Печорского ИТЛ НКВД (Приказ 1515лс НКВД от 16.06.38, Приказ 638лс НКВД от 17.03.43)

Взявшись за огромное и сложное Воркутинское хозяйство, он и не думал изучать его или разбираться — как и что делается. Он знал, что в лагере для этого можно найти достаточно специалистов. Его задачей было «руководить», или, как тогда говорили, рукой водить и ждать, когда дадут орден Ленина. Вообще же он был довольно мягким и воспитанным в обращении: не хамил, не ругался, не выдумывал мошеннических комбинаций, любил проявлять доброжелательность. Тарханов был прежде всего бездельник, и его добрые желания сводились к чистой маниловщине: он если и хотел, то не знал, как их реализовать.
- 1941 — начальник Управления Воркутстроя.

"За нарушение режима содержания заключенных в лагере, повлёкшее за собой к-р вооружённое выступление заключённых на лагпункте «Рейд» начальнику Воркутлага НКВД, члену ВКП(б) тов. ТАРХАНОВУ Леониду Александровичу поставить на вид.»
- 12.1944 — начальник Управления строительства военно-морской базы в Порккала-Удд, входившее в состав Управления строительства военно-морских баз Таллинского и Рижского морских оборонительных районов «Балтвоенморстрой» НКВД СССР" при Главпромстрое НКВД СССР (основание постановления ГКО № 7070сс от 3 декабря и приказа НКВД № 001496 от 14 декабря)
- 1949 — начальник строительства Цимлянского гидроузла.

Осенью этого года мне пришлось познакомиться с начальником строительства Цимлянского гидроузла, как теперь стали именовать нашу стройку. В один из солнечных дней на территорию старого, подлежащего уничтожению хозяйства подъехала большая чёрная машина ЗИС и вышел человек в военной форме. Представился: «Начальник строительства Цимлянского гидроузла полковник Тарханов Леонид Александрович». Он оказался весьма интересным собеседником и очень хорошо воспитанным человеком. Леонид Александрович рассказал, что до Цимлы работал начальником огромной стройки на Печоре. Зашёл разговор и о переносе нашего хозяйства. Он обещал помочь стройматериалами, что и выполнил в скором времени. О себе он оставил хорошее впечатление. И на протяжении всей службы в Цимле был частым гостем на опорном пункте…

### Воинские звания
- 11.08.1936 — старший лейтенант государственной безопасности
- 25.07.1938 — капитан государственной безопасности
- 03.11.1944 — полковник административной службы

### Награды
- 03.11.1944 — орден Красной Звезды[6]
- 15.09.1945 — орден Ленина[7]